# أغتشة مشهد (مراغة)
أغتشة مشهد هي قرية في مقاطعة مراغة، إيران. عدد سكان هذه القرية هو 75 في سنة 2006.